# Nordkap
Das Nordkap (norwegisch Nordkapp) ist ein ins Nordpolarmeer hineinragendes Kap an der Nordseite der norwegischen Insel Magerøya. Es liegt in der nach ihm benannten Kommune Nordkapp auf 71° 10′ 21″ nördlicher Breite, 514 Kilometer nördlich des Polarkreises und rund 2100 Kilometer südlich des Nordpols. 
Das Nordkap ist seit 1999 der nördlichste vom Festland aus auf dem Straßenweg erreichbare Punkt Europas und mit seinem Wahrzeichen, dem Globus, ein bedeutendes touristisches Reiseziel.

## Geographische Lage

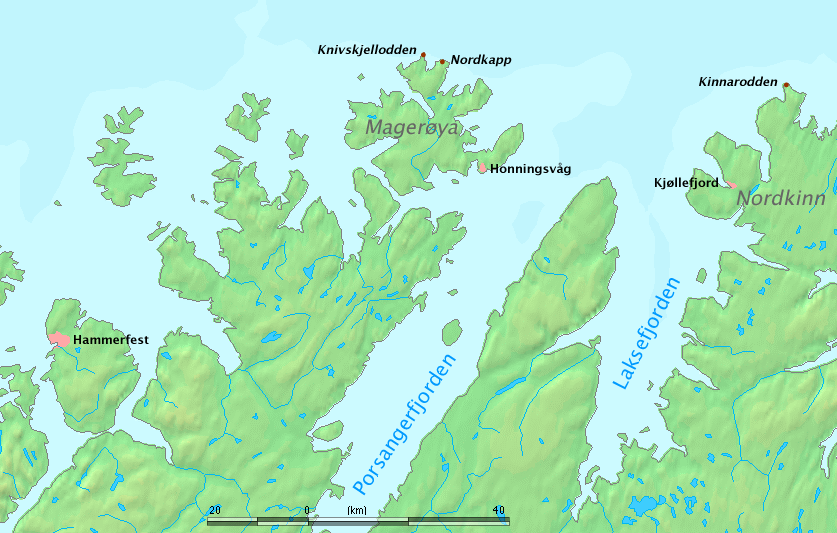
Physische Karte eines Teils der nördlichen Finnmark mit Nordkap, Knivskjellodden und Kinnarodden

Das Nordkap liegt in der Provinz Finnmark, der nördlichsten Provinz Norwegens, und besteht aus einem steil bis 307 Meter über dem Meer aufragenden Felsplateau. Auf der Ostflanke des Plateaus befindet sich die Felsformation Nordkaphorn.
Obwohl das Nordkap oft als nördlichster Landpunkt Europas betrachtet wird, ist es das in keiner Hinsicht:
1. Knivskjellodden, die westlich benachbarte Landzunge der Insel Magerøya, reicht rund 1400 Meter weiter nach Norden (bis 71° 11′ 08″ nördlicher Breite).
2. Betrachtet man nur das europäische Festland, so ist die Landzunge Kinnarodden (71° 08′ 01″ nördlicher Breite) auf der Nordkinnhalbinsel rund 67 km östlich des Nordkaps dessen nördlichster Punkt. Das Nordkap liegt zwar nördlicher, aber auf einer Insel.
3. Unter den europäischen Inseln liegen einige weiter nördlich als das Nordkap. Am weitesten nördlich liegen die Inseln des Spitzbergen-Archipels und die des Franz-Josef-Lands mit Kap Fligely.

Hinsichtlich des östlichen Längengrades liegt das Nordkap etwa so östlich wie Vilnius und Bukarest.

### Polarnacht und Mitternachtssonne
Im Mittel geht die Sonne am Nordkap vom 20. November bis zum 22. Januar überhaupt nicht auf, während sie vom 14. Mai bis zum 29. Juli immer über dem Horizont bleibt. Der Polartag dauert somit länger als die Polarnacht, was mit der elliptischen Erdumlaufbahn zusammenhängt: am Perihel (Sonnennächster Punkt im Januar) ist nach dem zweiten Keplerschen Gesetz die Bahngeschwindigkeit der Erde schneller als im Aphel (Sonnen entferntester Punkt im Juli). 

## Geologie

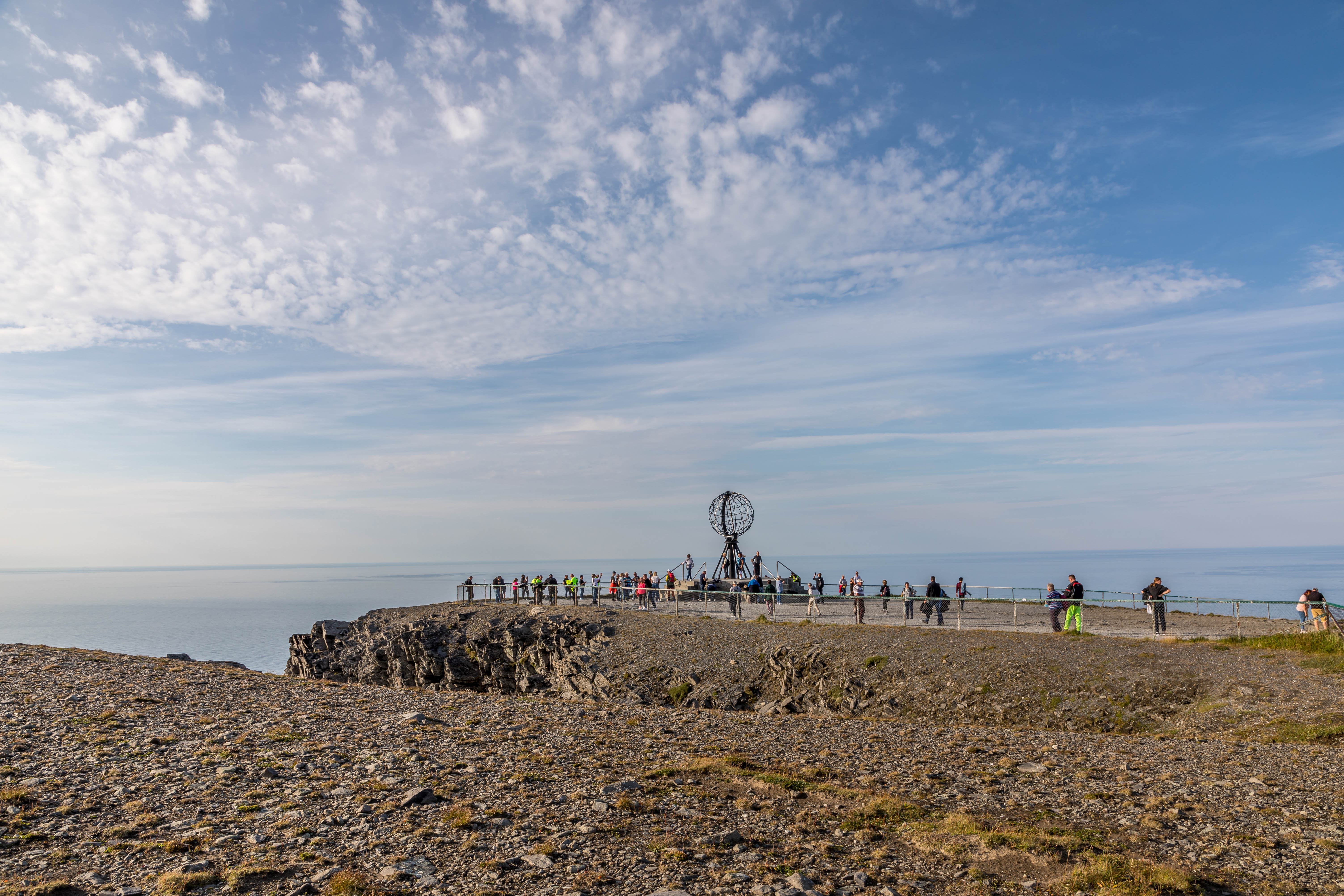
Blick vom Besucherzentrum auf das Plateau und den Globus

Das Nordkap liegt, wie die gesamte Insel Magerøya, in den nördlichen Ausläufern der Skanden. Das Gestein, aus dem das Nordkapplateau aufgebaut ist, gehört zu einer großflächig auf der Insel ausstreichenden Metagrauwacken-Phyllit-Abfolge, deren turbiditische Ausgangsgesteine im Silur abgelagert wurden und deren Metamorphose am Übergang vom späten Silur zum frühen Devon, während der skandischen Phase der Kaledonischen Gebirgsbildung erfolgte. Im späten Pleistozän, vor ca. 21.000 Jahren, bedeckte der Fennoskandische Eisschild zuletzt das Nordkap.

## Verkehr
Das Nordkap ist über die Europastraße 69 an das europäische Straßennetz angeschlossen, seit der Eröffnung des Nordkaptunnels am 15. Juni 1999 über eine durchgehende Straße.
Der nächste Flughafen ist der 31 km südöstlich gelegene Regionalflughafen Honningsvåg Valan, erreichbar über die Europastraße 69.
Seit Juni 2013 beginnt an einer steinernen Wegmarke am Nordkap der 7000 Kilometer lange Europäische Fernwanderweg E1.

## Tourismus und Infrastruktur

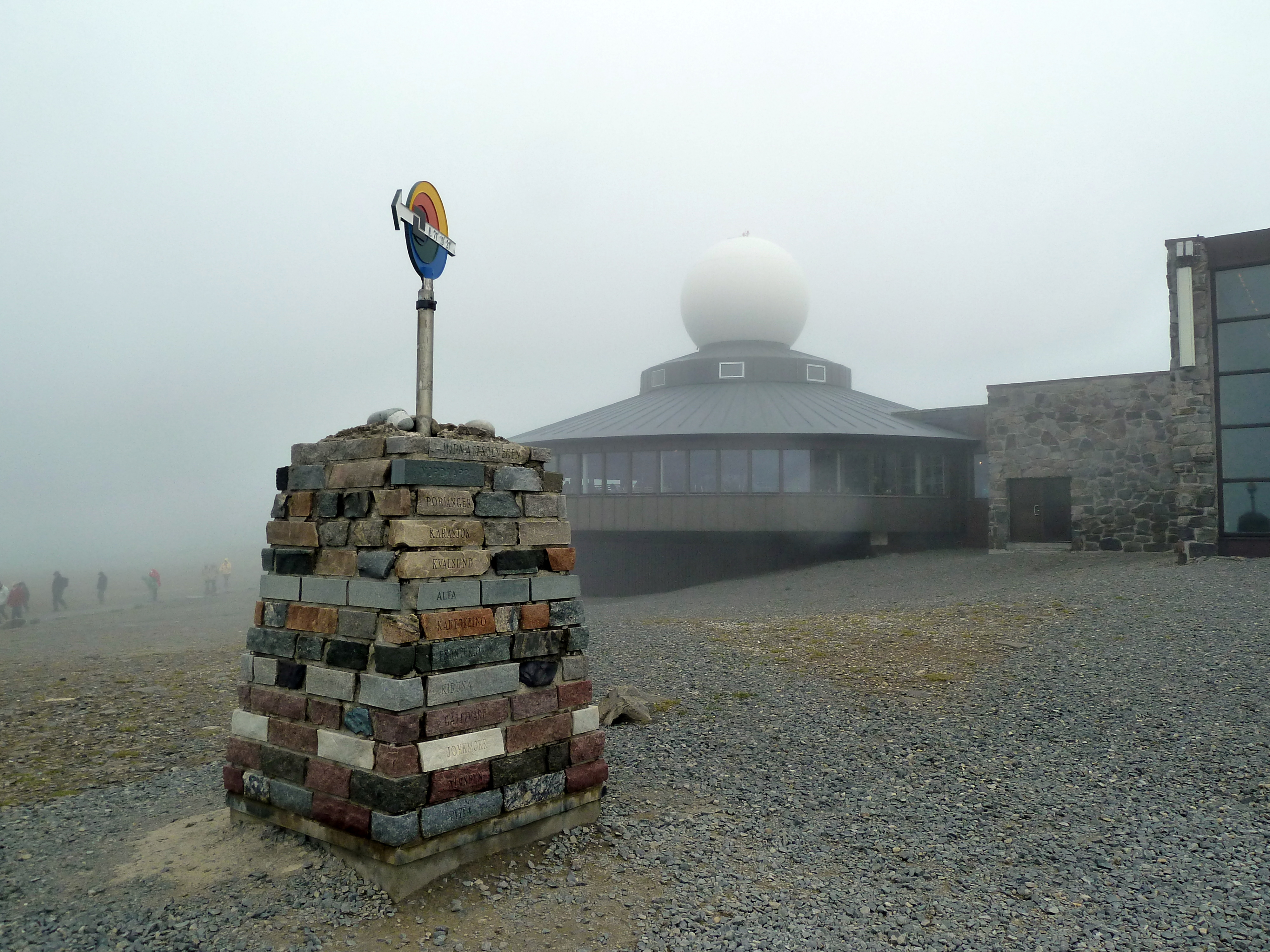
Mitternachtssonnen-Denkmal und Nordkaphalle

Der Tourismus zum Nordkap hat lange Tradition. Aus dem Jahr 1905 ist beispielsweise überliefert, dass in einem Jahr 37 Dampfer das Kap anliefen, mit denen insgesamt 2700 Personen zum nördlichsten Zipfel Europas kamen. Etwa die Hälfte der aus aller Welt Angereisten stammte aus Deutschland.

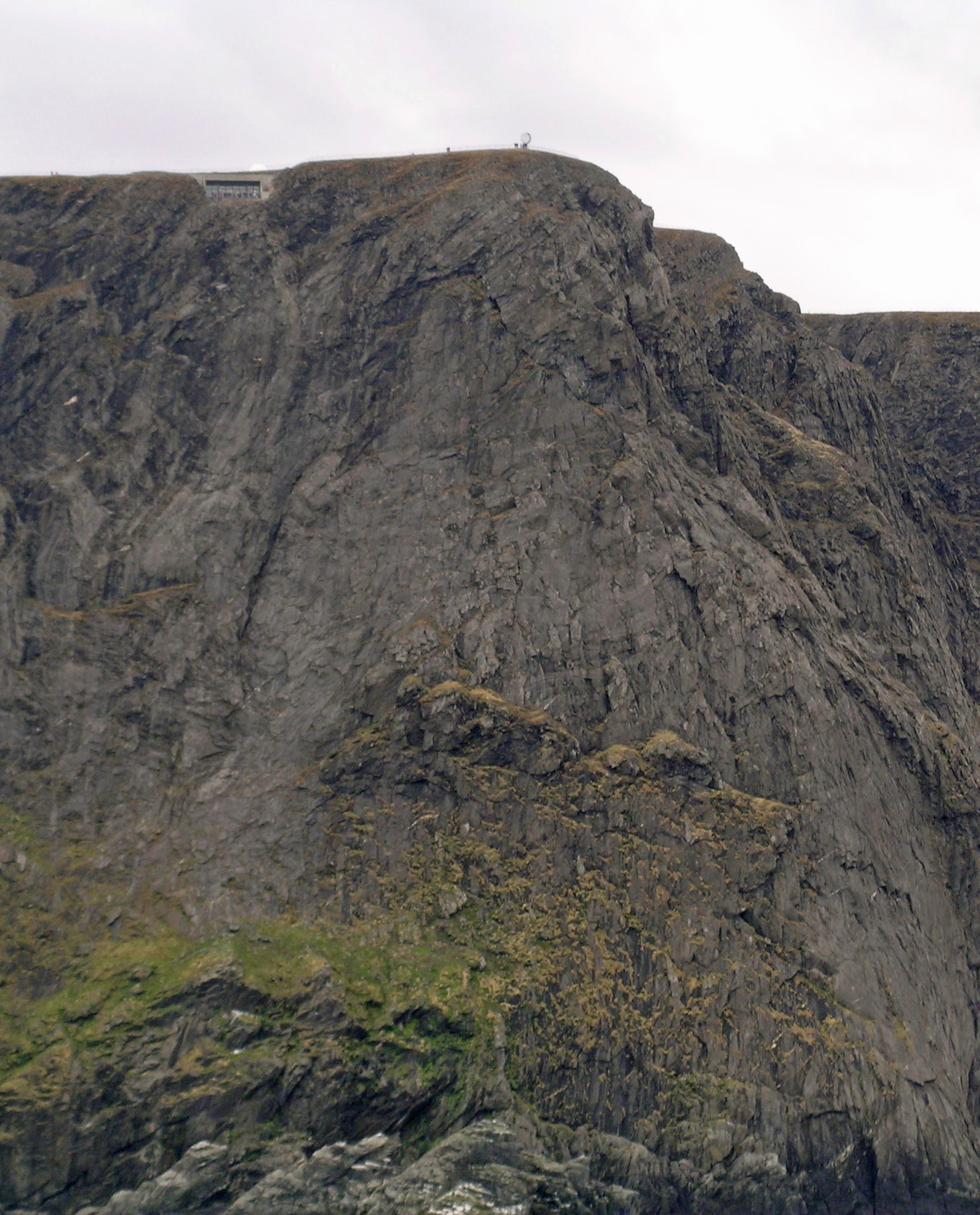
Nordkap von der Seeseite, mehr oder weniger direkt von Norden aus gesehen, oben links das Panoramafenster der Nordkaphalle

Seiner peripheren Lage und ungünstigen Erreichbarkeit wegen wurde das Nordkap bis zur Mitte des 20. Jahrhunderts meist nur von einer betuchten Oberklasse besucht. Im 21. Jahrhundert ist es eine Touristenattraktion mit jährlich etwa 200.000 Besuchern.
Auf dem Hochplateau des Nordkaps befindet sich das Informationszentrum Nordkaphalle. In dieser gibt es ein Restaurant, die ökumenische St. Johannes-Kapelle, historische Ausstellungen, Souvenirläden und ein Postamt, in dem man ein mit dem Tagesdatum abgestempeltes Nordkapdiplom erhält. Die dort abgegebene Post wird mit einem speziellen Nordkap-Poststempel abgestempelt. Als Kuriosität ist in der Nordkaphalle auch ein Thai-Pavillon zu finden, der an den Besuch von König Chulalongkorn von Siam im Jahr 1907 erinnert. Die Nordkaphalle wurde 1988 erst erweitert und dann 1997 um weitere 750 m² vergrößert. Die Halle ist teilweise in den Felsen gebaut. Für den Eintritt in die Nordkaphalle und zeitweise auch für das Parken auf dem Nordkapplateau wird eine Gebühr verlangt.
Am 23. Mai 2024 hat die Gemeinde Nordkapp die Einführung einer Gebühr für den kompletten Außenbereich beschlossen. Dies gilt auch für das Parken.

## Geschichte
Als sich die Gletscher am Ende der letzten Eiszeit vor 8.000 bis 10.000 Jahren zurückzogen, kamen Menschen der Komsa-Kultur in die Region. Sie lebten vom Fang von Fischen, Robben und Vögeln. Die samische Bevölkerung ist seit fast 2.000 Jahren in der Finnmark. Es ist nicht sicher, wann sich die ersten Norweger hier niederließen. Die ersten schriftlichen Dokumente, die auf eine norwegische Besiedlung hinweisen, stammen aus der ersten Hälfte des 14. Jahrhunderts, als ein Mann in Honningsvåg sein gesamtes Eigentum seiner Tochter hinterließ. Norweger, die Fisch verkauften, und Russen, die Mehl verkauften, trieben miteinander Handel.
1553 verließen drei englische Schiffe London, um die Nordostpassage nach China zu finden. Die Schiffe wurden im Sturm voneinander getrennt; und eines von ihnen, die Edward Bonaventura des Kapitäns Richard Chancellor, passierte Mitte August den Felsen mit dem Namen „Knyskanes“. In der Annahme, es handele sich um norwegisches Festland, gab Richard Chancellor dem Schieferplateau den Namen „Nordkap“.
Der Niederländer Jan Huygen von Linschoten verewigte das Nordkap 1594 in einem Kupferstich. Zu dieser Zeit waren die Niederländer den Basken nachgefolgt und hatten eine Walfangstation in der Umgebung errichtet. Später kamen auch andere Europäer hinzu. Schließlich verbot die dänisch-norwegische Regierung allen Ausländern, die keine Fanglizenz gekauft hatten, den Walfang.
Francesco Negri, ein Priester aus Ravenna in Italien, soll 1664 der erste Tourist am Nordkap gewesen sein. Er wollte herausfinden, wie die Menschen so weit im Norden überleben konnten. Auf seiner Reise war er allein und schrieb seine Erfahrungen nieder. Der französische Prinz Ludwig Philipp I. kam 1795 auf seiner Flucht vor der französischen Revolution ans Nordkap. In der Nacht vom 18. auf den 19. Juli 1799 erreichten die Reisenden Giuseppe Acerbi und Anders Fredrik Skjöldebrand das Nordkap. Beide veröffentlichten Reiseschilderungen. König Oskar II. besuchte das Nordkap 1873, hieran erinnert die Oscarsäule.
Das Plateau wurde 1828 als erstes vom Norweger Baltazar Mathias Keilhau von der Bucht Hornvika aus bestiegen. Am 9. Juli 1845 begann mit der Ankunft der ersten Ferienreise des Dampfschiffs „Prinds Gustav“ aus Hammerfest zum Nordkap der organisierte Tourismus. 1861 begründete Carl Vogt die Tradition, am Nordkap Champagner zu trinken, um die Ankunft zu feiern. Die ersten organisierten Gruppenreisen aus London veranstaltete das Reisebüro Cook 1875. Der große Durchbruch für das Nordkap als Touristenziel kam, als die Hurtigruten 1893 feste Schiffsverbindungen entlang der Küste nach Norden einrichtete.
Nach der 1879 errichteten Postlinie um das Nordkap herum nach Vadsø eröffnete 1898 das erste Postamt, ein achteckiges Gebäude mit Champagnerausschank, auf dem Nordkap.
1907 besuchte König Chulalongkorn von Siam (dem heutigen Thailand) mit seinem Gefolge das Nordkap. Der Monarch aus Ostasien segelte von Kopenhagen aus mit der gecharterten Yacht „Albion“. Sein Besuch wurde dokumentiert mit Datum und der Signatur des Königs, eingemeißelt in einen Stein, der heute in der Nordkap-Halle steht.
Die Nordkapps Vel AS (Gesellschaft zum Wohle des Nordkaps) wurde 1927 gestiftet, um den Fremdenverkehr zu regulieren und die Umwelt zu bewahren. 1956 wurde die Straße von Honningsvåg zum Nordkap eröffnet, und damit begann der moderne Nordkaptourismus mit Autos und Bussen bis zum Nordkapfelsen. Daraufhin wurde 1958 die erste Nordkaphalle errichtet. Die Plastik der Weltkugel, der Globus, wurde 1978 aufgestellt.
Mit der Enthüllung des Mitternachtssonnenstraßen-Denkmals auf dem Nordkap am 7. Juni 1984 wurde die Gelegenheit genutzt, einen Club ausschließlich für die Besucher des Nordkaps zu gründen: den The Royal North Cape Club. Die Mitgliedschaft ist denen vorbehalten, die die Reise zur nördlichsten Spitze Europas gemacht haben. 1989 wurde südöstlich der Nordkaphalle das Denkmal der Kinder der Welt errichtet.
König Harald eröffnete am 15. Juni 1999 den Nordkaptunnel. Dieser Tunnel ist 6870 m lang und unterquert mit einer maximalen Tiefe von 212 m den Magerøysund. Damit war die Zeit des Fährverkehrs zwischen Magerøya und dem Festland vorbei. Honningsvåg, die kleine Hafenstadt im Süden von Magerøya, wird aber weiterhin von den Schiffen der Hurtigruten angelaufen.

## Bilder

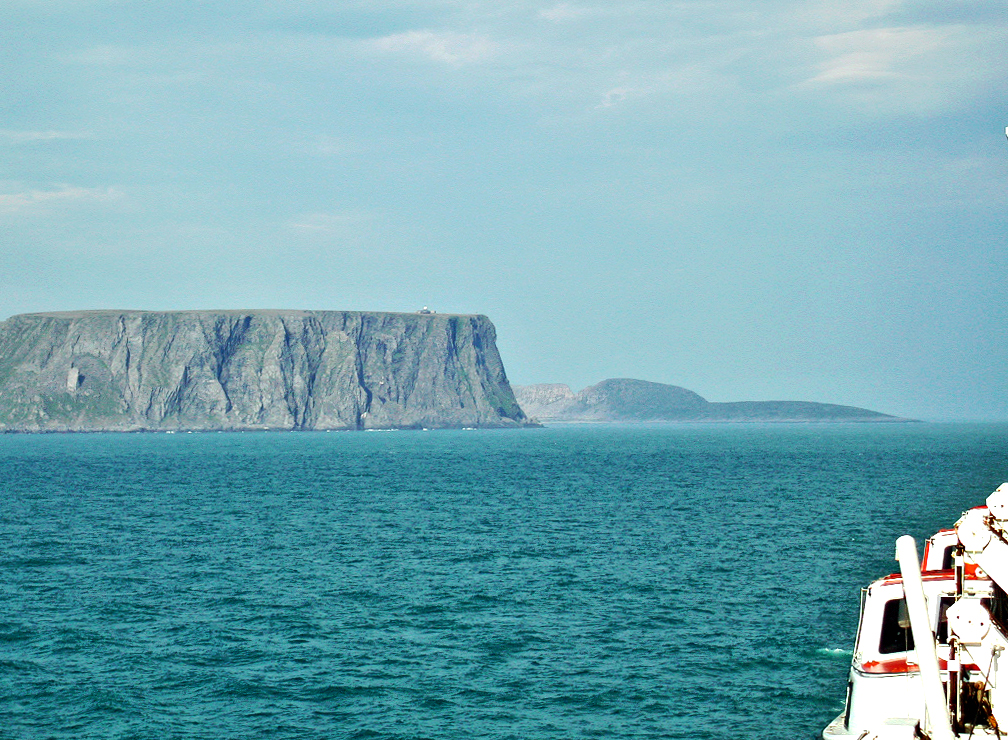
Blick auf das Nordkapplateau, im Hintergrund Knivskjellodden
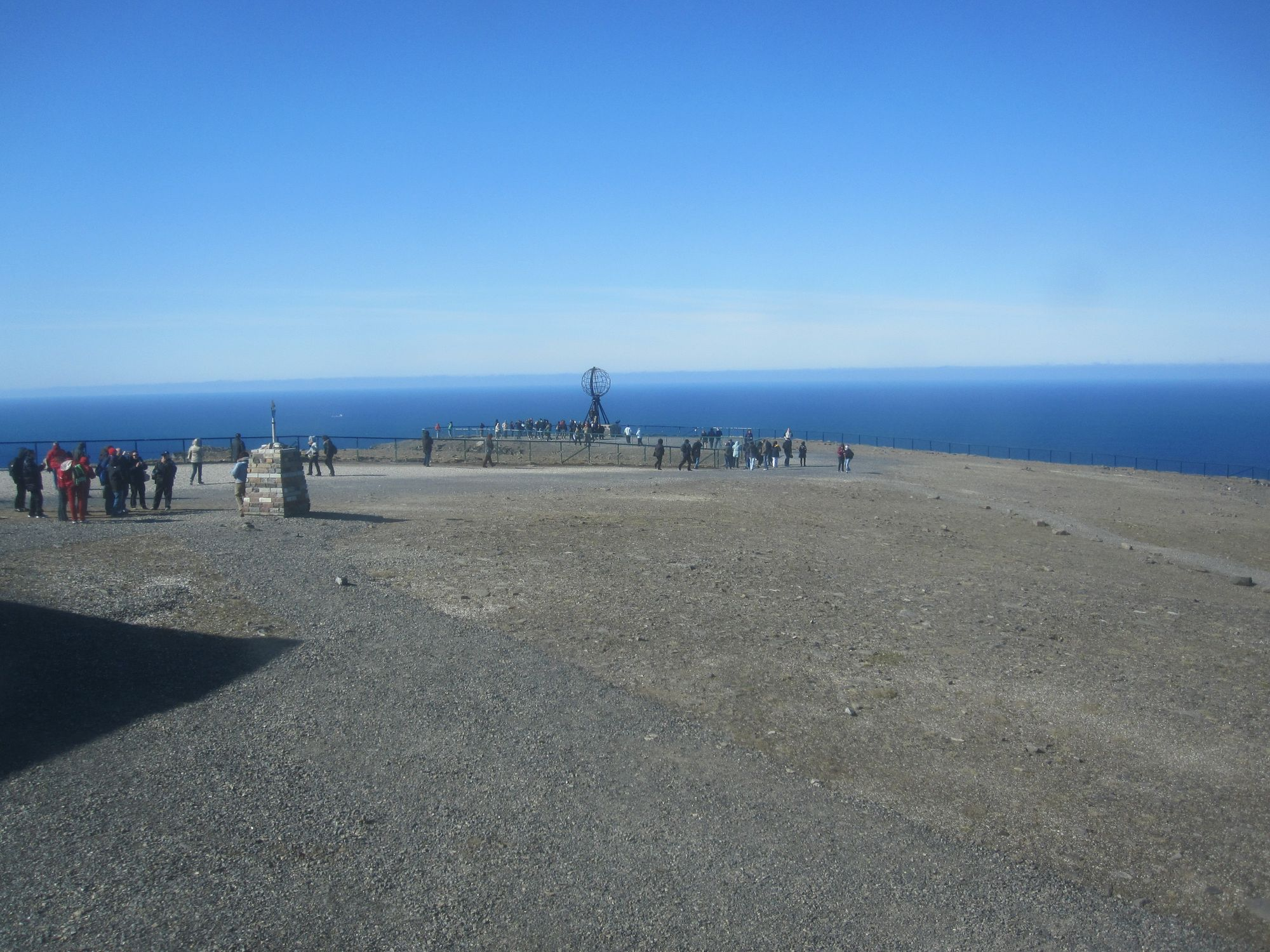
Nordkapplateau vom Besucherzentrum aus gesehen
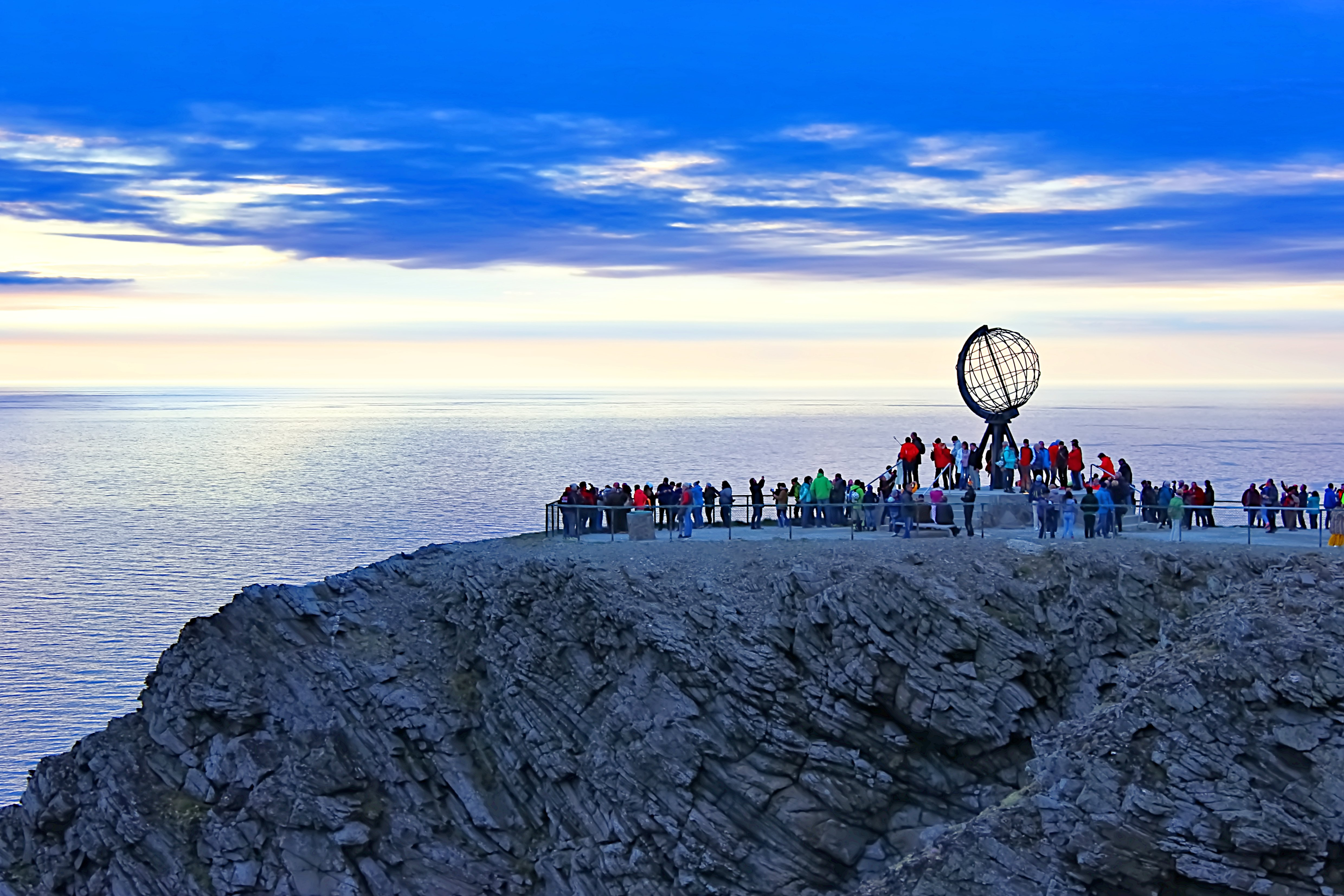
Das Nordkap um Mitternacht am 3. Juli 2017
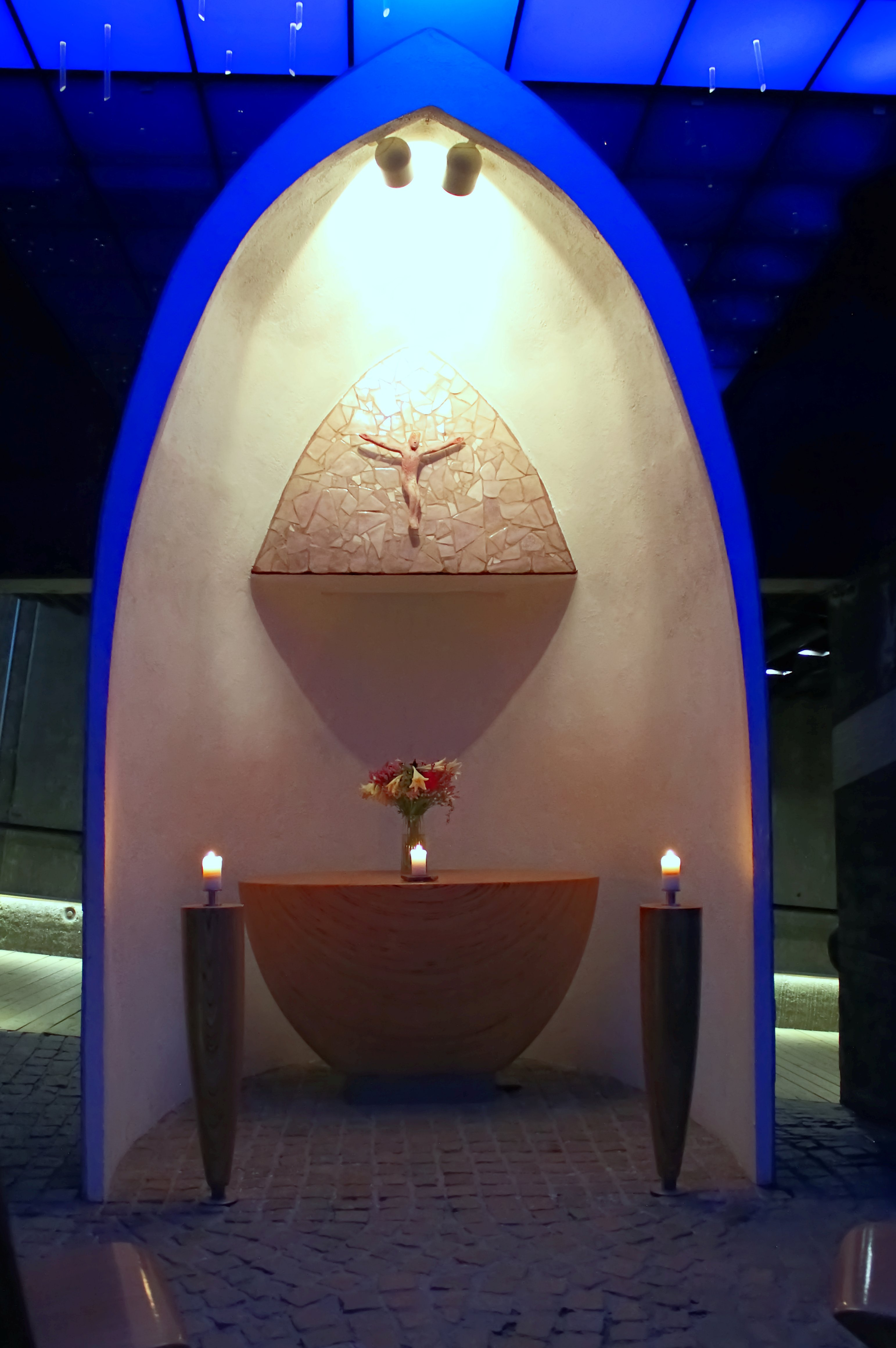
Altarnische in der Nordkap-Kapelle
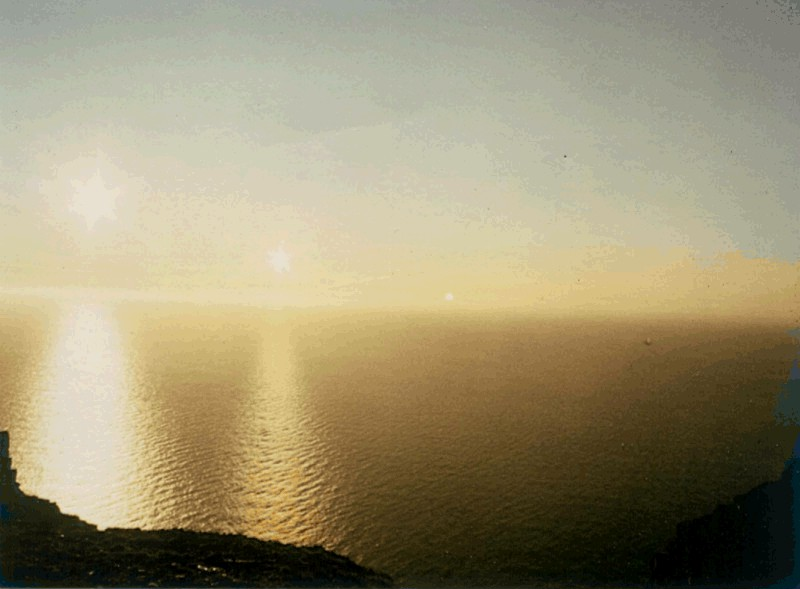
Mitternachtssonne
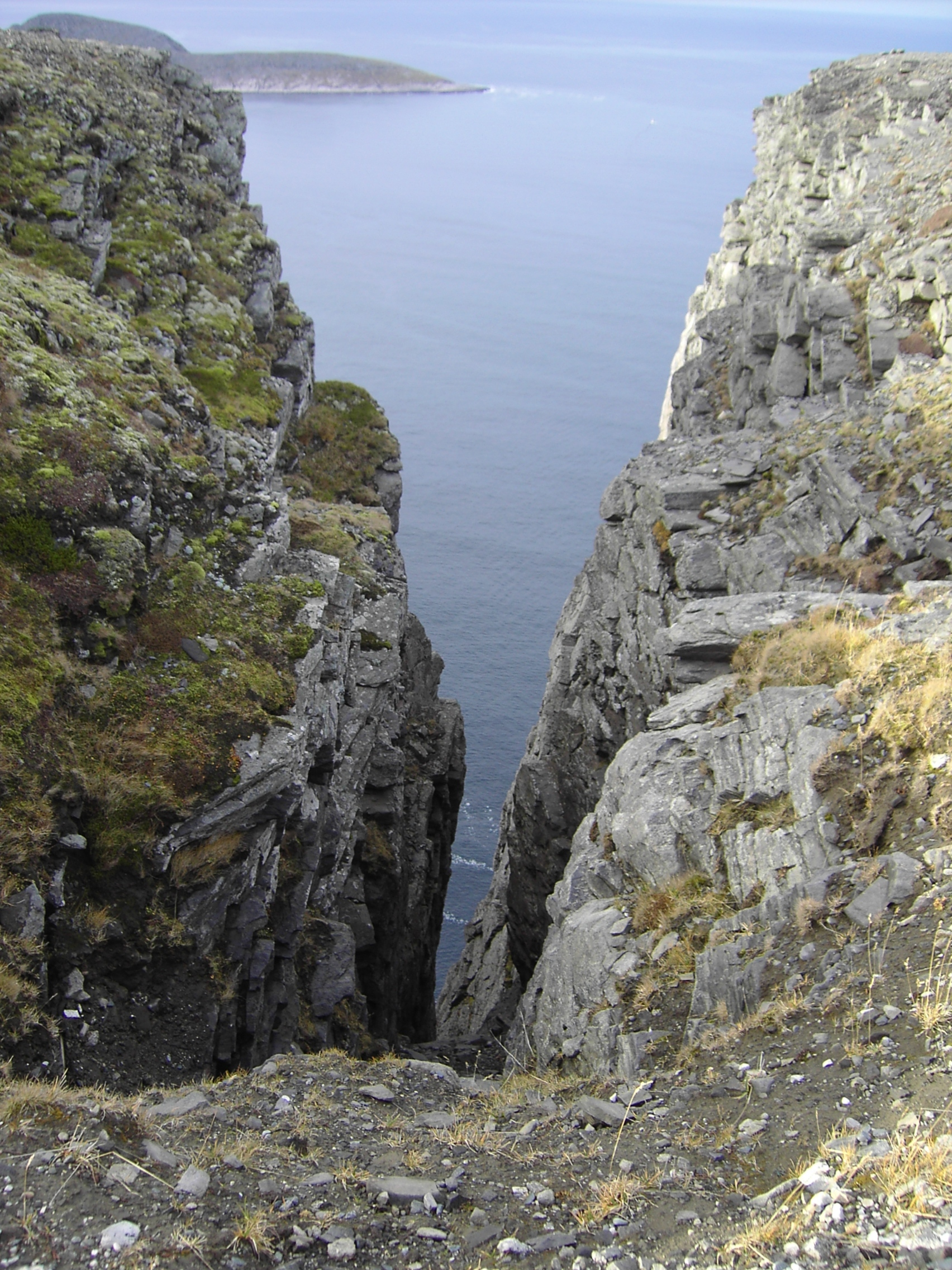
Klippen am Nordkap